# Shap
Shap är en by (village) och en civil parish i Storbritannien. Den ligger i grevskapet Cumbria och riksdelen England, i den centrala delen av landet, 400 km nordväst om huvudstaden London. Orten har 1 221 invånare (2001).
Byn har fyra pubar, en liten supermarket, en fish and chips shop, ett antikvariat, en slaktare, en skola, ett kafé och en keramisk verkstad som heter Edge Ceramics. Det finns också en brandstation och en bank som är öppen 4 timmar i veckan, en skoaffär, en anglikansk kyrka och 3 B&B Hostels.
Kustklimat råder i trakten. Årsmedeltemperaturen i trakten är 5 °C. Den varmaste månaden är juli, då medeltemperaturen är 14 °C, och den kallaste är januari, med −3 °C.